# 瓦薩奇山脈
瓦薩奇山脈（Wasatch Range）是位於美國西部的一座山脈，全長約160英里（260），起於猶他州和愛達荷州交界處，向南至猶他州中部。瓦薩奇山脈是洛基山的西界，也是大盆地的東界。瓦薩奇這一名稱來自於當地原住民。猶他州的大部分人口居住在瓦薩奇山脈附近地區。

## 外部連結
- Aerial view of Wasatch Range （页面存档备份，存于）
- Image of Cottonwood Ridge （页面存档备份，存于）

39°49′17″N 111°45′35″W / 39.82139°N 111.75972°W